# Uncovered (album)
Albums de Sirsy
Some Kind Of Winter
(2004) Covered
(2006)
Uncovered est le quatrième album du duo new-yorkais Sirsy.

## Liste des titres[1]
1. "Waiting for Rain" - 5:23
2. "IOU" - 4:09
3. "Paper Moon" - 4:13
4. "Hurricane" - 3:36
5. "Kiss Me Here" - 4:08
6. "Hostage" - 3:45
7. "Uncomfortable" - 3:11
8. "Pet" - 3:20
9. "By July" - 3:56
10. "Some Kind of Winter" - 4:25